# Jovaughn Gwyn
Jovaughn Dakar Gwyn (Charlotte, 18 marzo 1999) è un giocatore di football americano statunitense che milita nel ruolo di guardia per gli Atlanta Falcons della National Football League (NFL).

## Carriera

### Atlanta Falcons
Al college Gwyn giocò a football a South Carolina, disputando 46 gare su 48 come titolare. Fu scelto nel corso del settimo giro (225º assoluto) del Draft NFL 2023 dagli Atlanta Falcons. Nella sua stagione da rookie disputò una sola partita.